# Côte-de-l'Or néerlandaise
1612 – 6 avril 1872
Entités précédentes :
- Côte-de-l'Or portugaise
- Côte-de-l'Or prussienne
- Côte-de-l'Or suédoise
- Empire ashanti

Entités suivantes :
- Côte-de-l'Or (colonie britannique)

La Côte-de-l'Or néerlandaise, ou Possessions néerlandaises de la côte de Guinée (en néerlandais : Nederlandse Bezittingen ter Kuste van Guinea), est le nom donné aux établissements néerlandais en Côte de l'Or sur le golfe de Guinée, correspondant à une partie du Ghana contemporain.
Fondée en 1598 par un marchand de Medemblick, Bernard Ericks, la colonie s'étend en 1637 avec la prise de la place forte portugaise de São Jorge da Mina par la Compagnie néerlandaise des Indes occidentales. Cet établissement devient Fort Elmina, origine de la localité d'Elmina.
La Côte-de-l'Or néerlandaise devient la plus importante colonie des Pays-Bas en Afrique de l'Ouest après cette date et s'enracine commercialement via la traite négrière. L'abolition de l'esclavage au début du XIXe siècle marque le début du désintérêt néerlandais pour la colonie. Le 6 avril 1872, elle est cédée au Royaume-Uni à la suite du traité de Sumatra.

## Historique

### Implantations européennes

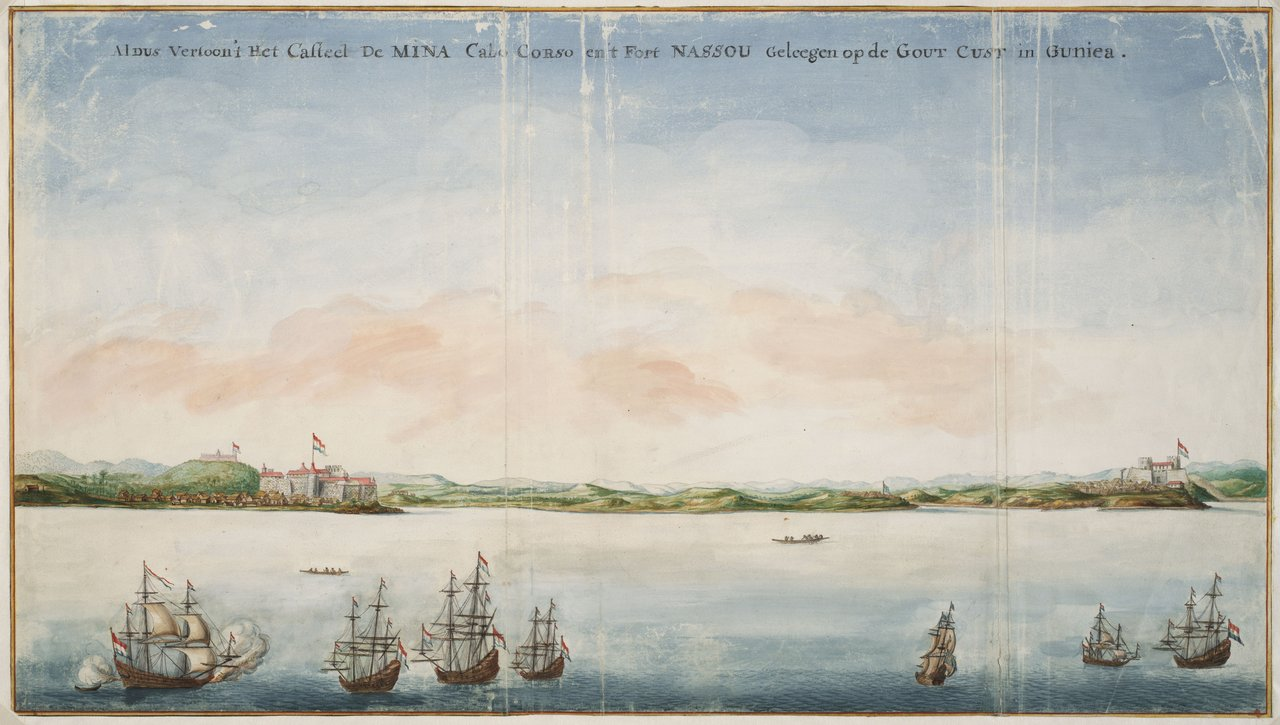
Peinture du cartographe Johannes Vingboons de 1665 représentant le fort Saint-Georges-de-la-Mine et le fort Nassau ainsi que les villes d'Elmina, Cape Coast et Moree (de gauche à droite).

En 1380-1381, des navigateurs dieppois, à la recherche d'épices et d'ivoire, fondent La Mine sur la Côte de l'Or (actuel Ghana) avant que la guerre de Cent Ans n'interrompe les expéditions normandes. En 1433, les Portugais s’emparent du Castel de La Mine, alors abandonné, pour le rebaptiser S. George del Mina qui deviendra plus simplement Elmina.
La Côte-de-l'Or portugaise préserve son emprise durant un siècle tandis que Lisbonne cherche à conforter son monopole commercial dans la région, cependant ces tentatives sont infructueuses. Lorsque Barent Eriksz atteint la Côte de l'Or, il ouvre la voie commerciale aux marchands hollandais. Les publications de Pieter de Marees renforcent l'attrait pour la région.

#### Éviction progressive des Portugais
Lors de la trêve de Douze Ans, le commerce néerlandais est perturbé car les Portugais disposent de ressources suffisantes pour protéger leur monopole commercial. Les marchands réclament aux États généraux des Provinces-Unies de faire construire un fort sur la côte. Ils mandatent Jacob Clantius qui établit diplomatiquement la première position fortifiée grâce au traité d'Asebu. Avec le soutien de la chefferie locale, il érige le Fort Nassau près de Moree, sur le site d'un ancien poste de traite néerlandais incendié par les Portugais.

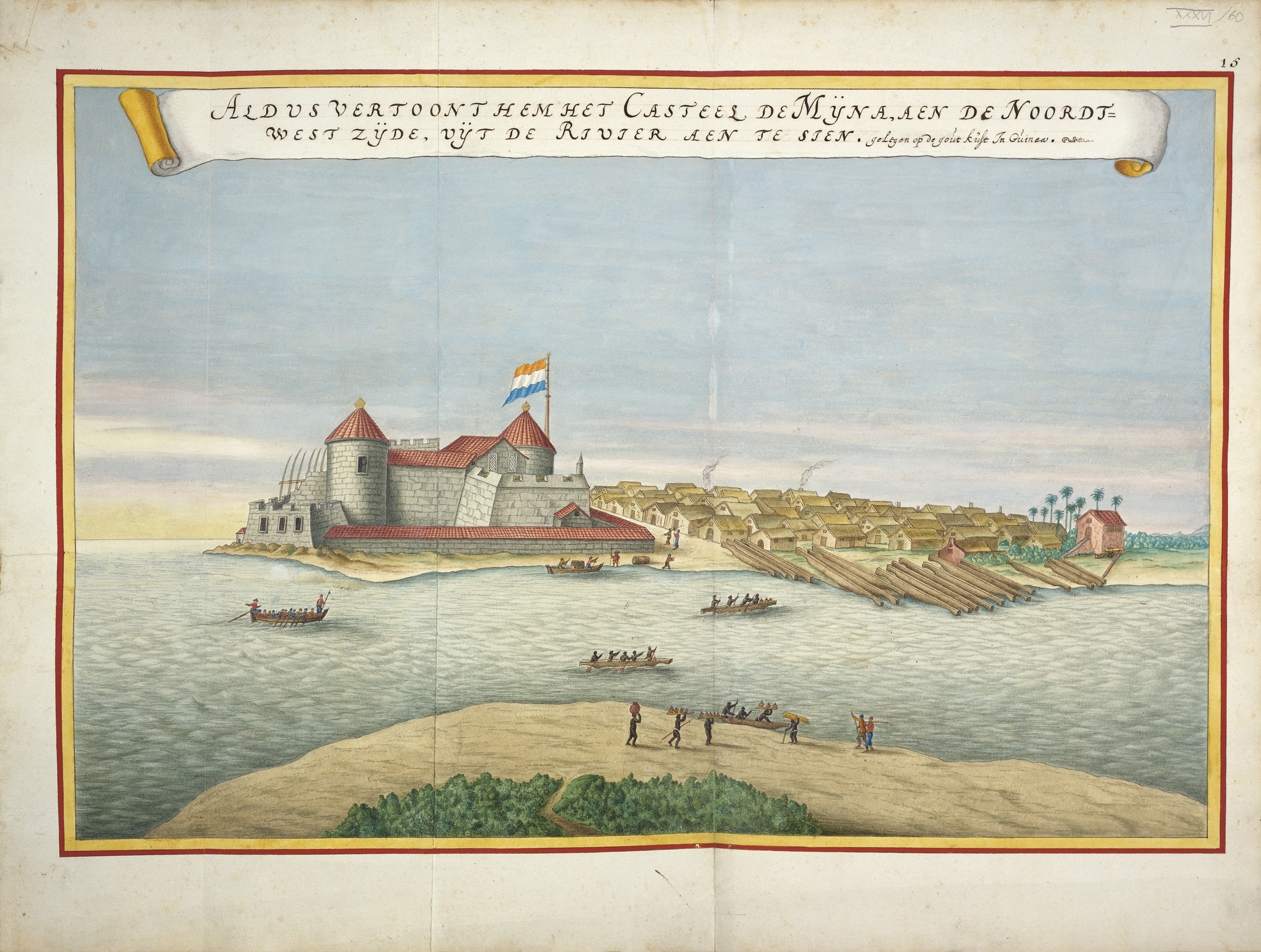
Fort Saint-Georges d'Elmina dans l'Atlas de Johannes Blaeu.

Au terme de la trêve de Douze Ans est créée la Compagnie néerlandaise des Indes occidentales qui projette de s'emparer des colonies portugaises d'Afrique et d'Amérique dans le cadre du plan Groot Desseyn (en). Après avoir échoué une première fois en 1625, la Compagnie réussit à s’emparer du fort d'Elmina lors de la seconde bataille d'Elmina en 1637. Le fort São Sebastião de Shama est enlevé en 1640, puis en 1642 le fort Santo Antonio à Axim grâce au traité d'Axim. La garnison portugaise se réfugie chez les Encasser et résiste plusieurs mois avant de fuir sur un navire britannique, mettant un terme aux ambitions portugaises en Côte de l'Or.

#### Concurrence avec les autres puissances européennes

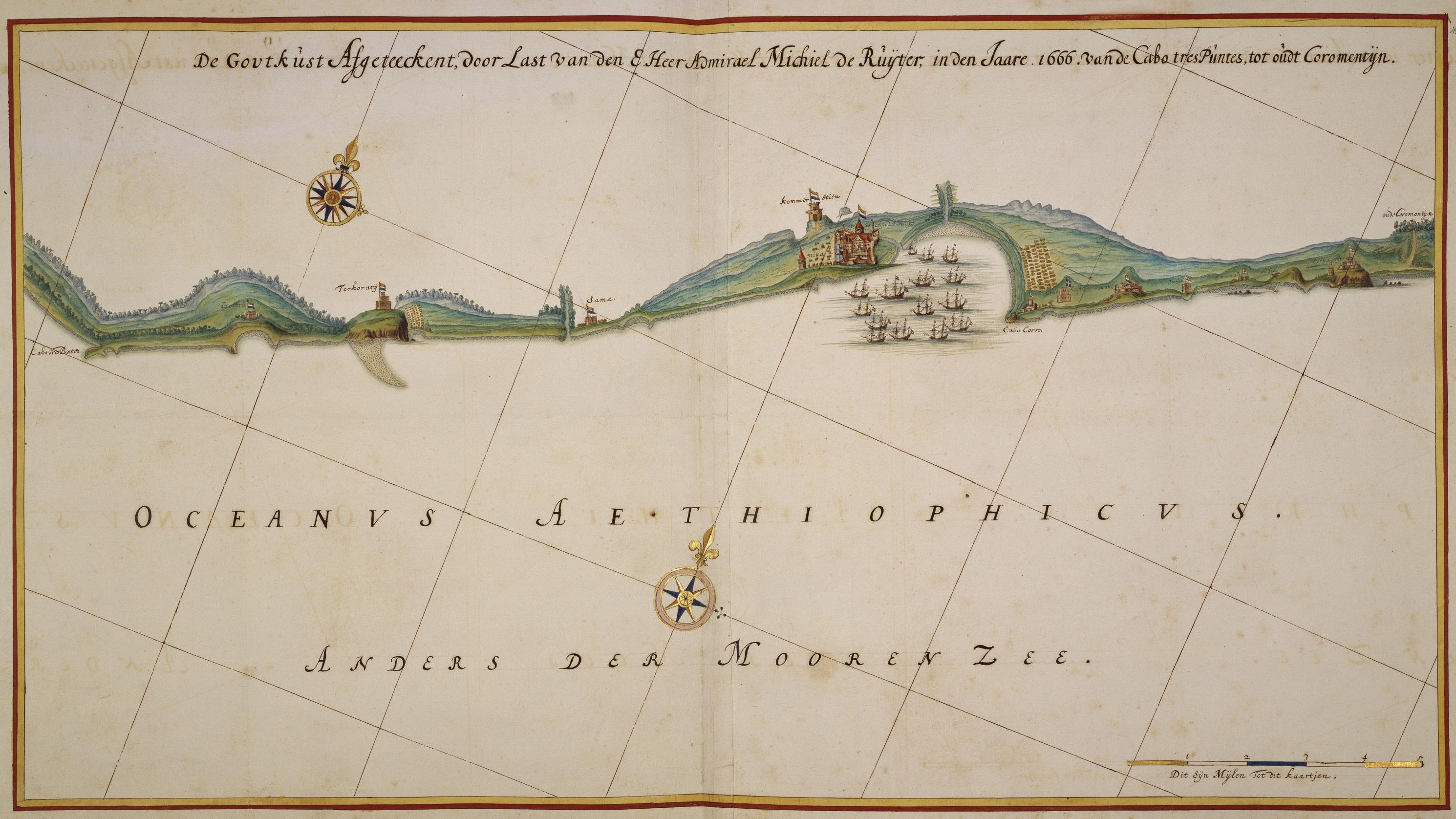
Carte de la Côte de l'Or commandé par l'amiral Michiel de Ruyter en 1666 durant la deuxième guerre anglo-néerlandaise représentant les forts néerlandais, britanniques et suédois.

En 1621, la gestion du commerce atlantique, des Antilles à la Côte-de-l'Or, est donné à la Compagnie néerlandaises des Indes occidentales. La mauvaise gestion initiale a suscité le départ de plusieurs employés afin de travailler pour d'autres puissances européennes. Henry Caerlof, par exemple, est un ancien officier supérieur qui rejoint la Compagnie suédoise d'Afrique, fondée en 1649 par l'industriel wallon-néerlandais Louis De Geer. Il travaille ensuite dès 1661 pour la Compagnie danoise des Indes occidentales et de Guinée.
Afin de lutter contre la présence suédoise, la Compagnie néerlandaise des Indes Occidentales réitère sa précédente stratégie diplomatique et établit le traité de Butre afin de prendre possession des positions suédoises en Ahanta. Cependant, les implantations britannique et danoise dans la région s'avèrent permanentes. De 1694 à 1799, la Compagnie néerlandaise des Indes occidentales mène des guerres de Komenda au sujet des droits commerciaux avec le royaume d'Eguafo. Les Brandebourgeois s'installent à partir de 1682 mais délaissent progressivement leurs forts. John Canoe, un marchand africain et roi ahanta, prendra possession de leurs forts qu'il défend à la suite des rachats par les Néerlandais en 1717. Il en perd possession en 1724. La fortification des positions et comptoirs coloniaux est telle qu'en dehors de l'Europe, la Côte-de-l'Or est la plus forte concentration d'architecture militaire européenne.

### Relations diplomatiques avec les États africains

#### Pratique du cassare
Les puissances européennes sont parfois entraînées dans des conflits avec les populations locales lorsque les Européens nouent des alliances commerciales avec les autorités politiques locales. Ces alliances, souvent complexes, impliquent à la fois des Européens tentant d'enrôler ou de persuader leurs alliés les plus proches d'attaquer les ports européens rivaux et leurs alliés africains, ou inversement, diverses puissances africaines cherchant à recruter des Européens comme mercenaires dans leurs guerres interétatiques, ou comme diplomates pour résoudre les conflits. Le mariage est un autre moyen d'éviter les conflits avec les habitants locaux. Les hommes européens créent souvent des alliances avec les populations africaines locales par le biais d'une pratique connue sous le nom de cassare ou calisare, dérivé du portugais casar qui signifie "se marier". Les Néerlandais et d'autres Européens épousent des Africaines dont les familles ont des liens avec la traite atlantique des esclaves. De cette manière, les Africains et les Européens profitent les uns des autres et développent des partenariats commerciaux pacifiques. Les enfants de ces mariages peuvent être scolarisés.
De nombreux groupes ethniques côtiers en Afrique, tels que les Ga et les Fante, utilisent ce système pour obtenir des avantages économiques et politiques. Ces groupes ethniques africains utilisent déjà cette pratique avant l'arrivée des Européens avec des étrangers d'une autre ethnie, et étendent le même privilège aux hommes européens à la fin des années 1400. Le cassare permet aux Africains de faire confiance aux étrangers, comme aux Européens, dans le cadre de leurs réseaux commerciaux. La transition entre l'étranger et le partenaire commercial s'en trouve facilitée.

#### Traités et protectorats

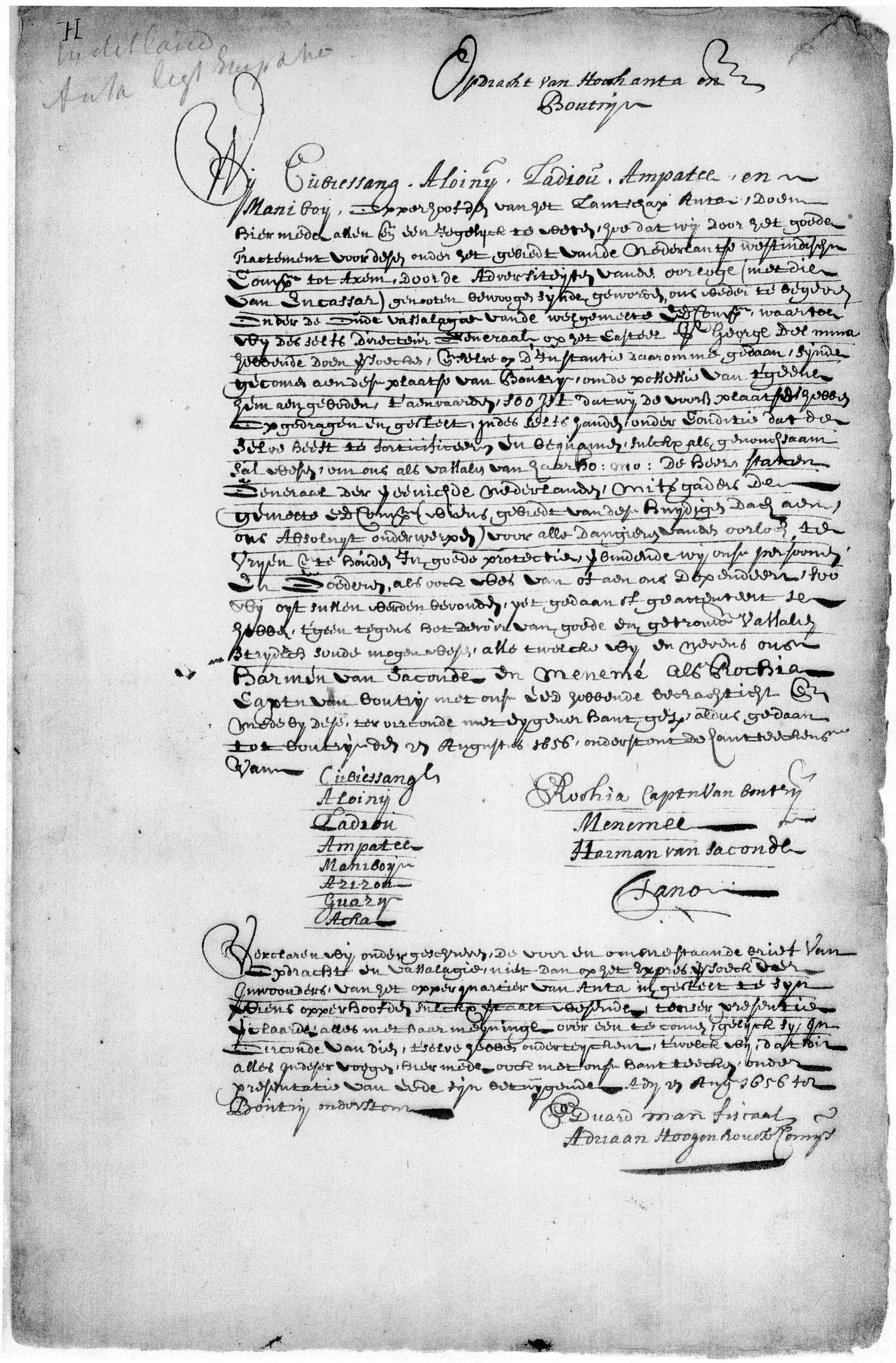
Traité de Butre signé le 17 août 1656

Durant leur conquête des territoires Portugais, les Néerlandais concluent divers traités de protectorats avec les locaux tels que le traité d'Asebu ou encore le traité d'Axim. Face aux Suédois de Butre, ils signent le Traité de Butre avec les Ahantas le 27 août 1656. Chacun de ces traités prévoyaient la construction d'un fort militaire. Dans le cas du Traité de Butre, ce dernier s'est avéré très stable et a régi les affaires diplomatiques entre les Pays-Bas et les Ahantas pendant 213 ans.
Le 18 février 1782, dans le cadre de la quatrième guerre anglo-néerlandaise, les Britanniques attaquent Elmina. Bien que cette attaque échoue, la Grande-Bretagne s'empare des forts Nassau, Amsterdam, Lijdzaamheid, Goede Hoop et Crèvecœur. La République néerlandaise ne réussit qu'à s'emparer du fort Sekondi des mains des Britanniques. Dans le traité de Paris de 1784, tous les forts sont retournés à leurs propriétaires d'avant-guerre.
A Elmina, les Hollandais ont hérité des Portugais un système dans lequel le tribut est payé aux Denkyira, qui dominent dans la région. Après la bataille de Feyiase (1701), l'empire Ashanti remplace les Denkyira en tant que puissance dominante, et les Néerlandais ont commencé à payer un tribut aux Ashanti. Bien que l'existence du "traité tributaire d'Elmina" soit souvent remise en question, les Néerlandais payent généralement deux onces d'or par mois aux Ashanti à titre de tribut,. Un officier de la Compagnie, David van Nyendael est envoyé afin de s'assurer des relations pacifiques avec l'empire ashanti et négocier avec le roi Osei Tutu I des avantages commerciaux en l'échange du maintien de la note tributaire d'Elmina,. Ce lien entre les Néerlandais et les Ashanti, qui, grâce au port d'Elmina, accèdent au commerce avec les Néerlandais et le reste du monde, affecte les relations entre les Néerlandais, les autres peuples locaux et les Britanniques. Ces derniers sont de plus en plus proches des Fante, dont les Denkyira et donc Elmina sont culturellement et linguistiquement proches. Plusieurs guerres Ashanti-Fante s'ensuivent et la rivalité entre les deux peuples est déterminante dans les événements qui entourent le transfert de la Côte d'Or néerlandaise à la Grande-Bretagne en 1872 via le traité de Sumatra.

### Déclin et fin

#### Démantèlement de la Compagnie et abolition de l'esclavage

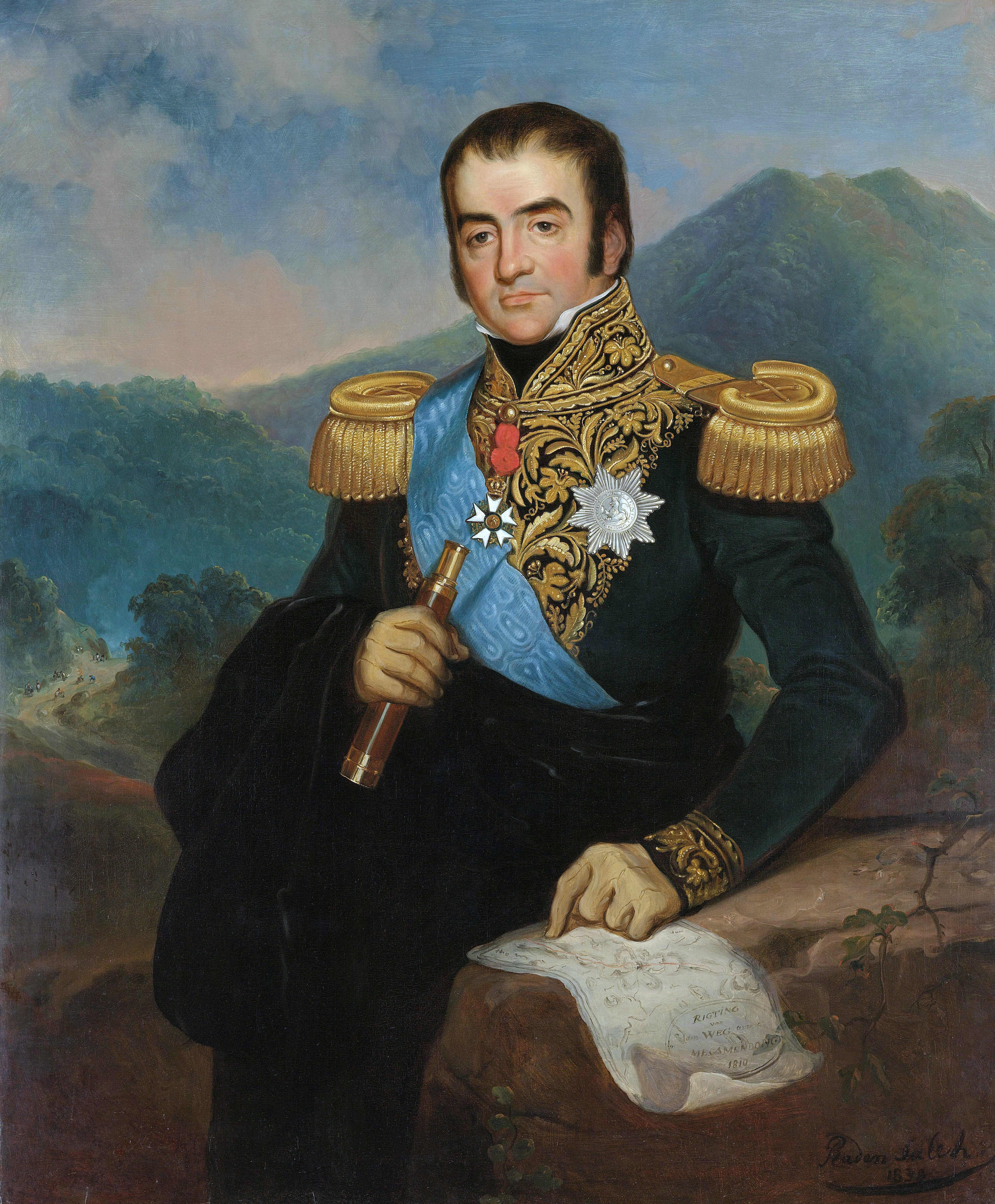
Portrait du gouverneur-général Herman Willem Daendels

En 1791, la Compagnie néerlandaise des Indes occidentales est démantelée et, le 1er janvier 1792, tous les territoires détenus par la compagnie reviennent sous l'autorité des États généraux des Provinces-Unies. Pendant l'occupation française des Pays-Bas entre 1810 et 1814, les possessions néerlandaises de la Côte d'Or ont eu la particularité d'être, avec l'île de Deshima au Japon, les seuls territoires néerlandais à n'être occupés ni par la France, ni par la Grande-Bretagne.
Le Slave Trade Act 1807 britannique met fin à tout commerce d'esclaves en provenance de la Côte d'Or. Guillaume Ier des Pays-Bas a pris le relais en publiant un décret royal à cet effet en juin 1814 et en signant le traité anglo-néerlandais sur la traite des esclaves (en) en mai 1818. L'abolition de la traite des esclaves s'est accompagnée de l'arrivée de Herman Willem Daendels au poste de gouverneur général. Daendels est un Patriote qui joua un rôle majeur dans la révolution batave et devint ensuite gouverneur général des Indes orientales néerlandaises pour la République batave en 1807. Ce passé républicain et révolutionnaire l'a rendu controversé dans le Royaume des Pays-Bas établi en 1815, qui l'a effectivement banni du pays en lui attribuant le gouvernorat plutôt obscur de la Côte d'Or en 1815.
Daendels a tenté de redévelopper les possessions néerlandaises, plutôt délabrées, pour en faire une colonie de plantation. S'inspirant de son expérience dans la construction de la Great Post Road (en) sur l'île de Java dans les Indes orientales néerlandaises, il a élaboré des projets d'infrastructure très ambitieux, notamment un système routier complet, avec une route principale reliant Elmina et Kumasi. Le gouvernement néerlandais lui laisse les coudées franches et lui accorde un budget substantiel pour mettre en œuvre ses projets. Dans le même temps, Daendels considérait son poste de gouverneur comme une occasion d'établir un monopole commercial privé.
Finalement, aucun de ces projets n'aboutit, Daendels mourant de la malaria dans le fort de Saint-Georges d'Elmina, le siège du gouvernement néerlandais, le 8 mai 1818. Son corps est inhumé dans la tombe centrale du cimetière néerlandais de la ville d'Elmina. Il est dans le pays depuis moins de deux ans.

#### Recrutement de soldats pour l'armée des Indes orientales néerlandaises

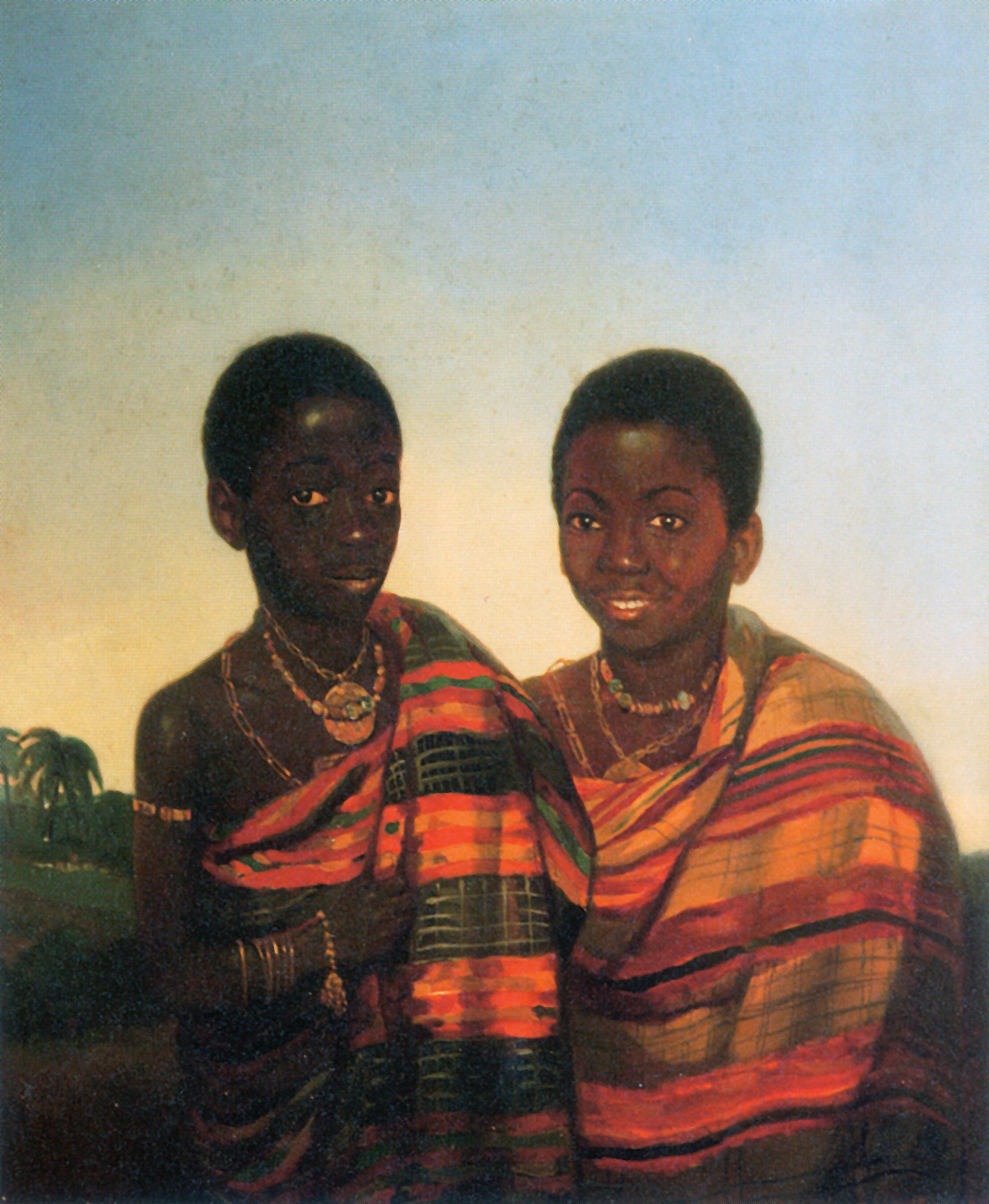
Dessin des princes Kwasi Boachi et Kwame Poku par.

Pendant le reste du XIXe siècle, la Côte de l'Or néerlandaise a lentement sombré dans le désarroi. Le seul développement substantiel au cours de cette période est le recrutement de soldats pour l'armée néerlandaise des Indes orientales. Ce recrutement des Belanda Hitam (en indonésien, "Hollandais noirs") a commencé en 1831 comme mesure d'urgence, car l'armée néerlandaise a perdu des milliers de soldats européens et un nombre bien plus important de soldats "indigènes" lors de la guerre de Java (1825-1830), et voyait en même temps sa propre base de population diminuée par l'indépendance de la Belgique (1830). Comme les Néerlandais souhaitaient que le nombre d'indigènes dans l'armée des Indes néerlandaises soit limité à environ la moitié de l'effectif total afin de maintenir la loyauté des forces indigènes, l'ajout de forces en provenance de la Côte d'Or semblait être l'occasion idéale de maintenir l'armée à un niveau élevé et de la rendre loyale en même temps. On espérait également que les soldats africains résisteraient mieux que les soldats européens au climat tropical et aux maladies tropicales des Indes néerlandaises.
En 1836, le gouvernement néerlandais a décidé de recruter des soldats par l'intermédiaire du roi Ashanti. Le major général Jan Verveer arriva à cet effet à Elmina le 1er novembre 1836 et se rendit à Kumasi, la capitale des Ashanti, avec une délégation d'environ 900 personnes. Après de longues négociations, un accord est conclu avec le roi Kwaku Dua Ier. Un dépôt de recrutement est établi à Kumasi et le roi envoie les jeunes princes ashanti Kwasi Boachi et Kwame Poku (en) avec le général Verveer pour les emmener avec lui aux Pays-Bas, afin qu'ils reçoivent une bonne éducation. Kwasi Boachi reçut plus tard une formation à l'ancêtre de l'université de Delft et devint le premier ingénieur minier néerlandais noir des Indes orientales néerlandaises. L'auteur néerlandais Arthur Japin a écrit un roman sur la vie des deux princes avec Le noir au cœur blanc (1997). Cette politique de recrutement a favorisé le déclenchement de tensions internes et la courte guerre ahanto-néerlandaise opposant Badu Bonsu II aux néerlandais.

#### Commerce et cession des forts aux britanniques

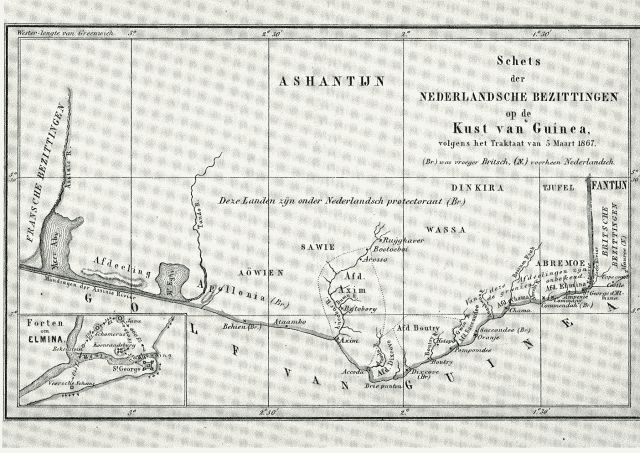
La Côte de l'Or après cession des forts aux britanniques.

Alors que les forts hollandais ne sont qu'un arrière-pays colonial au XIXe siècle, les forts britanniques se sont lentement développés pour devenir une colonie à part entière, en particulier après la prise de contrôle de la Côte-de-l'Or danoise par la Grande-Bretagne en 1850. La présence de forts néerlandais dans une région de plus en plus influencée par le Royaume-Uni est jugée indésirable et, à la fin des années 1850, les Britanniques ont commencé à faire pression pour que les forts néerlandais soient rachetés ou échangés afin de créer des zones d'influence plus cohérentes.
Dans le paysage politique néerlandais de l'époque, un rachat n'est pas envisageable et un échange de forts a donc été négocié. En 1867, le traité anglo-néerlandais de la Côte de l'Or est signée, dans laquelle tous les forts néerlandais à l'est d'Elmina sont cédés à la Grande-Bretagne, tandis que les forts britanniques à l'ouest d'Elmina sont cédés aux Pays-Bas.
L'échange s'avère désastreux pour les Néerlandais, car leur alliance de longue date avec le puissant empire ashanti de l'intérieur ne fait pas bon ménage avec la population fanti de la côte autour des nouveaux forts qui leur sont attribués et qui sont alliés aux Britanniques. Pour soumettre la population locale autour du fort Komenda, les Néerlandais ont dû envoyer une force expéditionnaire dans la capitale locale de Kwassie-Krom. Entre-temps, une confédération Fante est créée pour chasser les Néerlandais et leurs alliés Ashanti d'Elmina ; elle fonde une armée qui marche sur Elmina en mars 1868. Bien que l'armée soit jugée suffisamment forte en avril pour entamer le siège de la ville, les luttes entre les différentes tribus réunies au sein de la confédération entraînent la levée du siège en mai. En juin, un traité de paix est signé entre la confédération et Elmina, qui s'engage à rester neutre en cas de guerre entre les Ashanti et les Fante.

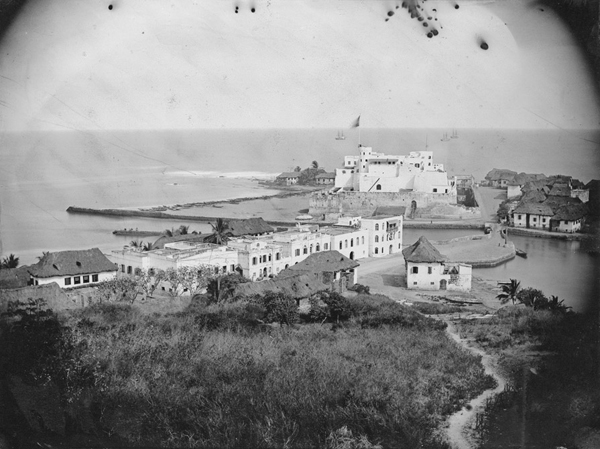
Rare photographie d'Elmina vers 1865, montrant un aperçu de la vieille ville détruite plus tard par le bombardement britannique.

Le blocus de la ville par la Confédération n'est cependant pas levé et le commerce entre Elmina et les Ashanti est réduit au strict minimum. Des tentatives sont faites pour persuader Elmina de rejoindre la confédération, mais en vain. Elmina et les Néerlandais adressent une demande d'aide au roi des Ashanti, dont l'armée, sous la direction d'Atjempon, arrive à Elmina le 27 décembre 1869. Sans surprise, l'armée Ashanti adopte une attitude intransigeante à l'égard de ses rivaux Fante, ce qui rend encore plus difficile la perspective d'un compromis entre les Elminese soutenus par les Ashanti et les nouveaux forts dominés par les Fante et transférés aux Néerlandais.
Pendant ce temps, aux Pays-Bas, les conflits en cours rendent de plus en plus pressant l'appel au transfert de l'ensemble de la colonie à la Grande-Bretagne. Le gouverneur néerlandais d'Elmina, Cornelis Nagtglas, tente de persuader les Elminais de céder leur ville aux Britanniques. La présence d'une armée ashanti dans la ville, qui a même arrêté Nagtglas pendant une courte période en avril 1871, a bien sûr compliqué les choses. En février de la même année, un traité est signé avec le Royaume-Uni, aux termes duquel l'ensemble de la colonie devait être cédée pour une somme de 46 939,62 florins néerlandais. Le 6 avril 1872, après ratification du traité par le parlement, Elmina fut officiellement cédée à la Grande-Bretagne.

#### Destruction d'Elmina

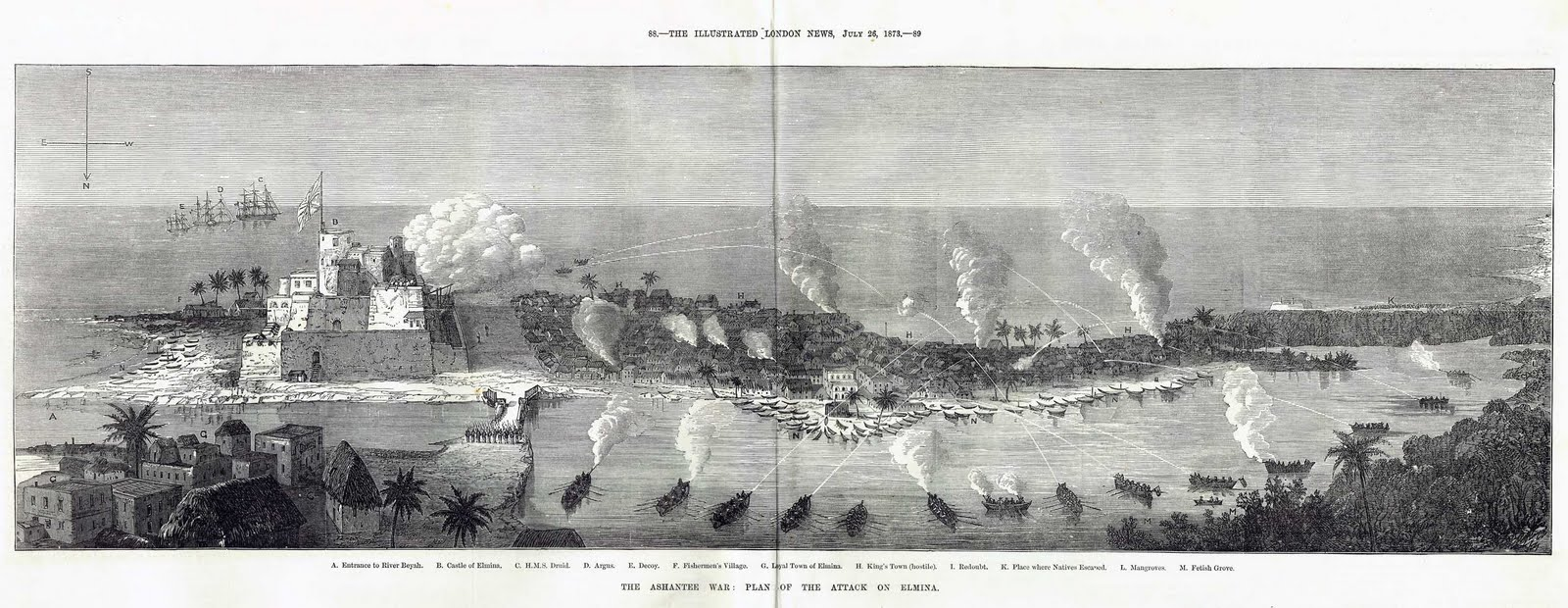
Bombardement d'Elmina

Comme on pouvait s'y attendre, les Ashanti sont moins satisfaits de la remise d'Elmina aux Britanniques alliés des Fante. Le roi ashanti Kofi Karikari estimait que la "note d'Elmina", qui régissait le tribut payé par les Néerlandais aux Ashanti, affirmait la souveraineté ashanti sur la ville. En juin 1873, la situation s'envenime lorsqu'une armée ashanti se rend à Elmina pour "reprendre" la ville à la Grande-Bretagne. La troisième guerre anglo-ashanti a commencé et la Grande-Bretagne a commencé à bombarder Elmina le 13 juin 1873. La vieille ville d'Elmina est complètement détruite et rasée pour faire place à un terrain de parade.

## Administration

Carte du district d’Axim dessinée par Julius Vitringa Coulon en 1859.

### Compagnie néerlandaise des Indes occidentales
Sous le règne de la Compagnie néerlandaise des Indes occidentales, le gouvernement de la colonie est dirigé par un directeur général. Le directeur général est assisté d'un conseil composé d'officiers coloniaux de haut rang. En plus d'être le chef suprême de la colonie, le Directeur général est également le commandant suprême des forces terrestres et maritimes, et le plus haut fonctionnaire judiciaire. Le Directeur général a un double mandat, étant installé à la fois par les États généraux de la République néerlandaise et par la Compagnie néerlandaise des Indes occidentales. Le gouvernement colonial est basé à Fort Nassau à Moree entre 1621 et 1637, et à Fort Saint-Georges à Elmina à partir de 1637.
Lorsque les Néerlandais conquièrent Luanda et São Tomé aux Portugais en 1642, les possessions de la Compagnie néerlandaise des Indes occidentales sur la côte africaine sont divisées en deux commandements distincts. Le gouvernement d'Elmina est chargé de gouverner "la Guinée et ses dépendances du Cap des Trois-Pointes au Cap Lopez", et celui de Luanda les possessions situées au sud de ce dernier cap, y compris São Tomé. Le titre du directeur général d'Elmina est changé en "directeur général de la côte nord de l'Afrique". Lorsque les Néerlandais perdent Luanda au profit des Portugais en 1648, Sao Tomé est bientôt gouverné depuis Elmina, jusqu'à ce qu'il soit repris par les Portugais la même année.
Avec la création de la deuxième Compagnie néerlandaise des Indes occidentales en 1675, la structure gouvernementale est révisée. La zone placée sous l'autorité du directeur général est redéfinie comme "la côte d'Afrique, depuis la Sierra Leone exclusivement jusqu'à 30 degrés au sud de l'équateur, ainsi que toutes les îles situées entre les deux", rétablissant ainsi nominalement la revendication sur les territoires perdus dans cette zone au profit des Portugais. Le titre du directeur général est simultanément modifié en "directeur général de la côte nord et sud de l'Afrique". Cette revendication plus large n'a toutefois pas pour but premier de reprendre Luanda et Sao Tomé aux Portugais, mais simplement d'établir une autorité sur le commerce néerlandais dans la région. Cette revendication est particulièrement importante pour Loango, où les Néerlandais ont commencé à acheter des esclaves en grandes quantités à partir des années 1670. Jusqu'à la liquidation de la Compagnie néerlandaise des Indes occidentales en 1791, le titre du directeur général et les limites de sa juridiction restent inchangés.

#### Composition du Conseil
Selon l'instruction gouvernementale de 1722, le Conseil est composé du directeur général, qui fait office de président du Conseil, de la fiscalité, du marchand principal et des commissaires principaux. Ces commissaires principaux sont le chef du fort Santo Antonio à Axim, le chef du fort Nassau à Moree, le chef du fort Crèvecœur à Accra et le chef de la manufacture de Ouidah, sur la côte néerlandaise des esclaves. Entre 1746 et 1768, le Conseil est composé du directeur général, du fisc et des sept "premiers fonctionnaires" les plus haut placés, à savoir les commissaires principaux, le maître des travaux, le comptable général et l'enseigne de vaisseau. En 1768, le conseil est à nouveau réduit au fiscal, aux trois commissaires principaux (le comptoir de Ouidah est abandonné depuis) et au commissaire et conseiller. La composition du conseil est modifiée une dernière fois en 1784, à la suite de la quatrième guerre anglo-hollandaise, et comprend désormais le comptable général et le commissaire.

### Sous juridiction directe des Provinces-Unies
Après la liquidation de la Compagnie néerlandaise des Indes occidentales en 1791, le Conseil des colonies pour les Indes occidentales a pris en charge le gouvernement de la Côte d'Or néerlandaise. Les premières années, peu de choses changent et l'ancienne administration de la Compagnie néerlandaise des Indes occidentales reste largement intacte.
Cette situation change lorsque la République batave remplaçe la République néerlandaise en 1795. L'administration de la Côte d'Or néerlandaise est réformée par une résolution secrète du 12 mai 1801. La fonction de directeur général est rebaptisée gouverneur général et le conseil est divisé en un Grand Conseil et un Petit Conseil. Le Petit Conseil est responsable du gouvernement quotidien de la colonie et comprend le gouverneur général, l'administrateur et directeur général  le maître des magasins, le maître des travaux et l'agent comptable du bureau général. Le Grand Conseil se compose du Petit Conseil, auquel s'ajoutent les résidents du Fort Crèvecœur à Accra, du Fort Saint Antoine à Axim, du Fort Saint Sébastien à Shama et du Fort Amsterdam à Kormatin, et se réunit tous les trois mois.
L'administration de la Côte d'Or néerlandaise est à nouveau réformée lorsque le Royaume de Hollande remplace la République batave en 1806. Par décret royal de Louis Bonaparte, roi de Hollande, la fonction de gouverneur général est rétrogradée au rang de commandant général en 1807, et l'administration est remaniée en 1809. La création du Royaume des Pays-Bas en 1815 a constitué un changement encore plus important. Laissant derrière lui les années incertaines de l'occupation française et la traite des esclaves étant abolie, le nouveau royaume mit en place un plan visant à transformer la colonie en une colonie de plantation rentable. À cette fin, le nouveau gouverneur Herman Willem Daendels s'est vu confier un mandat ouvert et un budget important. Le projet est cependant interrompu par la mort prématurée de Daendels en 1818.
En l'absence d'un gouverneur visionnaire, les budgets de la colonie sont réduits. Le nouveau règlement du 1er novembre 1819 réduit le budget au minimum nécessaire au fonctionnement de la colonie, licencie tous les fonctionnaires coloniaux inutiles et met à la retraite la plupart des esclaves de l'État. En particulier, les fonctions de comptable, de fiscaliste, de secrétaire, de caissier et d'huissier sont regroupées en une seule fonction, la somme des fonctions étant en fait le titre du titulaire de la fonction, et la fonction de gouverneur général est rétrogradée au rang de commandeur. Lorsque les Néerlandais décident de recruter des soldats pour l'armée néerlandaise des Indes orientales en 1836, le gouvernement est à nouveau renforcé, ce qui est encore le cas après la désastreuse guerre d'Ahanta de 1838. En vertu d'un décret royal daté du 23 mars 1838, la fonction de commandant fut élevée au rang de gouverneur et des officiers supplémentaires furent installés pour rendre le gouvernement plus efficace. Le gouvernement lui-même fut réformé en 1847, avec notamment l'établissement d'une Cour de justice et d'une Cour d'appel.
À la fin des années 1850, les divisions administratives en forts sont transformées en une division en districts, affirmant la souveraineté néerlandaise (ou suzeraineté ) non seulement sur les forts, mais également sur le territoire entourant les forts. Les officiers de district sont chargés de faire des enquêtes sur la situation physique, économique et sociopolitique des districts. À la suite du système tarifaire mis en place dans le traité anglo-néerlandais de la Côte-de-l'Or, un bureau des impôts et des douanes est établi à Elmina en 1867. En même temps, un bureau de poste a également été créé.

## Économie

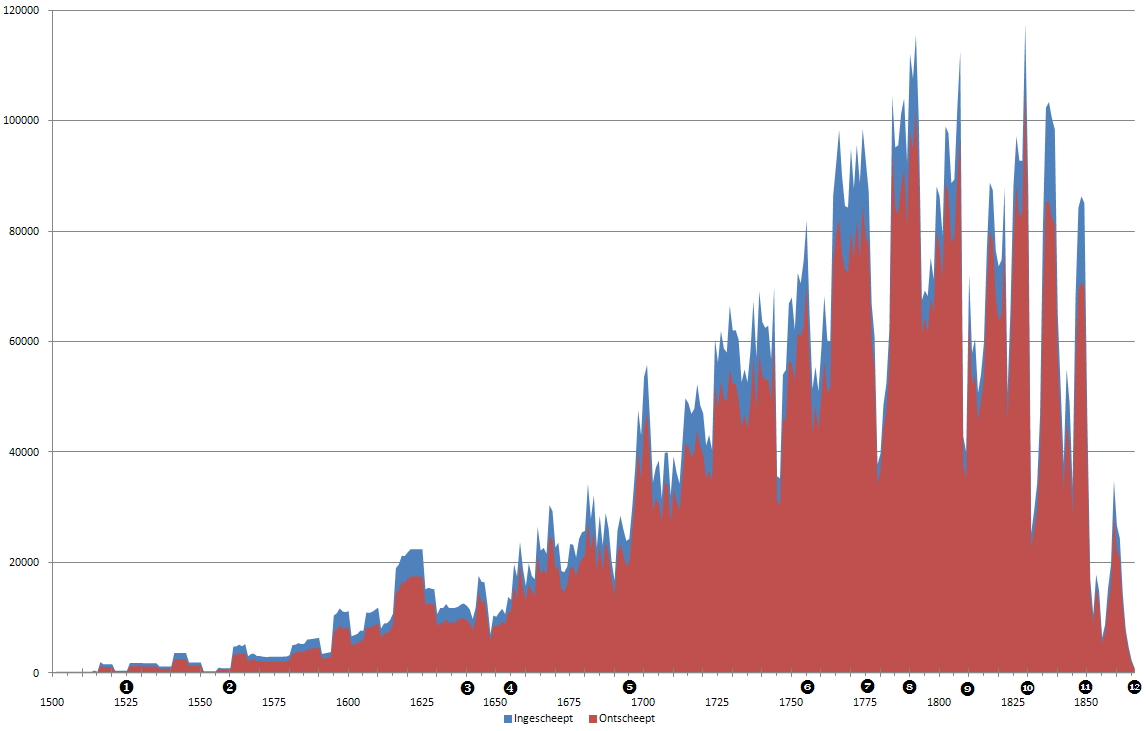
Estimations de la traite atlantique des esclaves. La barre bleue représente le nombre d'esclaves qui sont montés à bord des navires en Afrique, la barre rouge le nombre qui a débarqué en Amérique, le reste étant mort pendant le voyage.

Bien que la colonie soit aujourd'hui principalement associée à la traite des esclaves de l'Atlantique, ce n'est pas la raison pour laquelle les premiers commerçants hollandais faisaient du commerce avec la Côte-de-l'Or. Barent Eriksz a réalisé un profit en négociant de l'or, de l'ivoire et du poivre d'Afrique de l'Ouest, et ces produits sont restés les principaux biens commerciaux au début du XVIIe siècle. Selon Joannes de Laet, les Indes occidentales néerlandaises ont transporté des marchandises ouest-africaines d'une valeur de 14 millions de florins néerlandais vers la République néerlandaise en 1637, dont le plus important est le commerce de l'or.
Cela a changé avec la prise progressive du Brésil aux Portugais, à partir de 1630. Du coup, le commerce des esclaves, pour lequel il n'y a pas de marché important auparavant, est devenu une nécessité pour la survie économique du Brésil hollandais. Nicolas van Yperen, gouverneur des possessions hollandaises de la Côte-de-l'Or, est chargé par ses supérieurs de la Compagnie néerlandaise des Indes occidentales de fournir des esclaves au Brésil néerlandais. En 1636, il réussit à expédier environ un millier d'esclaves au Brésil depuis Fort Nassau, mais pour assurer un flux continu de main-d'œuvre esclave, la société décida qu'il est nécessaire de tenter une fois de plus de capturer Elmina aux Portugais. Après la prise d'Elmina en août 1637, le commerce de la Compagnie néerlandaise des Indes occidentales s'est déplacé vers la traite des esclaves. Les directeurs de la Compagnie néerlandaise des Indes occidentales ne sont cependant pas satisfaits de l'augmentation de la traite des esclaves sur la Côte-de-l'Or elle-même, car elle interférait avec le commerce rentable de l'or et tentait activement de déplacer la traite des esclaves vers la côte des esclaves, où ils ont des comptoirs commerciaux à partir de 1640 .
La perte du Brésil n'a pas fait s'effondrer la traite des esclaves néerlandais, car en 1662, les Néerlandais ont signé leur premier asiento avec l'Empire espagnol, s'engageant à fournir des esclaves à l'Amérique espagnole, principalement via leur poste de traite à Willemstad, Curaçao. De plus, en 1664, les Néerlandais ont conquis le Suriname, complétant Berbice et Essequibo en tant que colonies de plantation des Caraïbes dépendant du travail des esclaves.
Pendant ce temps, les Néerlandais ont tenté en 1654 de contrôler directement l'extraction de l'or en construisant Fort Ruychaver loin à l'intérieur des terres sur la rivière Ankobra, mais ont laissé la production d'or aux habitants depuis que ce fort est attaqué et incendié en 1660. L'offre d'or a diminué de façon spectaculaire au tournant du XVIIIe siècle, en raison de la guerre entre les États de la Côte-de-l'Or. Alors que les Ashanti ont réussi la bataille de Feyiase de 1701 pour établir leur hégémonie sur la Côte-de-l'Or, il leur a fallu quelques années pour "pacifier" complètement leur territoire nouvellement conquis. 1701 s'est avéré être le creux historique du commerce de l'or, avec seulement 530 marks d'or exportés, d'une valeur de 178 080 florins.
Alors que l'offre d'or diminuait, l'offre d'esclaves a explosé comme jamais auparavant. C'est en grande partie dû aux guerres Ashanti; Le gouverneur général Willem de la Palma a écrit à ses supérieurs de la Compagnie néerlandaise des Indes occidentales que la guerre a déclenché des raids d'esclaves parmi les populations locales de la Côte-de-l'Or. Alors qu'entre 1693 et 1701, 1 522 esclaves sont transportés d'Elmina vers les Amériques, soit une moyenne de 169 esclaves par an, 1 213 esclaves sont transportés entre 1702 et 1704, soit une moyenne de 404 par an.
Outre l'augmentation de l'offre d'esclaves, la demande a également augmenté en raison du commerce asiento avec les Espagnols. Entre 1660 et 1690, les comptoirs hollandais en Afrique, qui comprenaient la Côte des Esclaves, Arguin et la Sénégambie, expédièrent un tiers du nombre total d'esclaves à travers l'Atlantique. Sur la Côte-de-l'Or, le gouverneur De la Palma a activement tenté de systématiser la traite des esclaves et d'améliorer le nombre d'esclaves expédiés vers les Amériques. Dans ce but, il envoya Jacob van den Broucke comme « opperkommies » (chef marchand) au comptoir hollandais de Ouidah, sur la côte des Esclaves.
De la Palma est une personnalité difficile et souvent en désaccord avec ses marchands et les dirigeants africains locaux. Il démissionna de son poste en septembre 1705, mais mourut avant de pouvoir retourner en République néerlandaise. Il est remplacé par son adjoint, Pieter Nuyts, qui tente de relancer le commerce de l'or sur la côte.

### Situation auXIXesiècle
Avec le traité anglo-néerlandais de 1814, les Néerlandais ont juré d'arrêter le commerce des esclaves. Cela signifiait un coup dur pour l'économie de la Côte-de-l'Or, qui reposait de plus en plus sur la traite des esclaves à partir du XVIIIe siècle. Des tentatives ont été faites pour établir une colonie de plantation et ouvrir des mines d'or sur la côte, mais pratiquement toutes les tentatives se sont avérées des échecs.
L'une des premières tentatives d'établissement d'une plantation a été faite par les fils du gouverneur général Herman Willem Daendels en 1816. Ils ont établi une plantation nommée Oranje Dageraad à Simbo. Le gouverneur général lui-même tenta d'acheter 300 esclaves de Kumasi, qui devaient recouvrer leur liberté en cultivant des terres agricoles. Les deux projets ont échoué.
Entre 1845 et 1850, le gouvernement colonial une fois de plus, après l'échec de Fort Ruychaver, tente d'établir une mine d'or sur la côte. Le gouvernement néerlandais acheta une mine d'or à ciel ouvert au chef de Butre et envoya en 1845 une expédition composée d'un directeur, de trois ingénieurs et de neuf ouvriers au village de Dabokrom pour y établir une mine . Deux ingénieurs et les neuf ouvriers ont été victimes de maladies tropicales et sont morts, laissant le reste de l'expédition retourner en Europe. La deuxième expédition de 1847 n'a pas été moins réussie, maintenant avec 11 personnes sur 13 qui meurent. En 1850, le gouvernement néerlandais a mis fin à la tentative d'exploitation minière .
Une autre tentative de développement de la colonie impliquait l'établissement d'une plantation de coton juste à l'extérieur d'Elmina. À la lumière de ce projet, un Brésilien du nom de La Rocha Vièra a été amené sur la Côte-de-l'Or. En raison du traitement grossier des travailleurs, La Rocha Vièra n'a pas pu attirer de nouveaux travailleurs et la plantation est morte prématurément. En 1848, une plantation de tabac a été tentée dans le jardin du gouvernement à Elmina, mais a échoué en raison des mauvaises conditions du sol. Une plantation de tabac plus prospère a été établie à Simbo, mais a été victime d'un manque d'ouvriers voulant travailler sur la plantation. De février à octobre 1859, le fonctionnaire du gouvernement colonial néerlandais JSG Gramberg tenta de développer le sol sur la rivière Bossumprah, mais eut également des difficultés à attirer des travailleurs.
Les deux seules plantations qui ont réussi comprenaient une plantation de café à Akropong, établie par des missionnaires de Bâle, et une autre plantation de café à Mayra près d'Accra, propriété de l'entrepreneur mulâtre Lutterodt, travaillé par des esclaves.

## Société

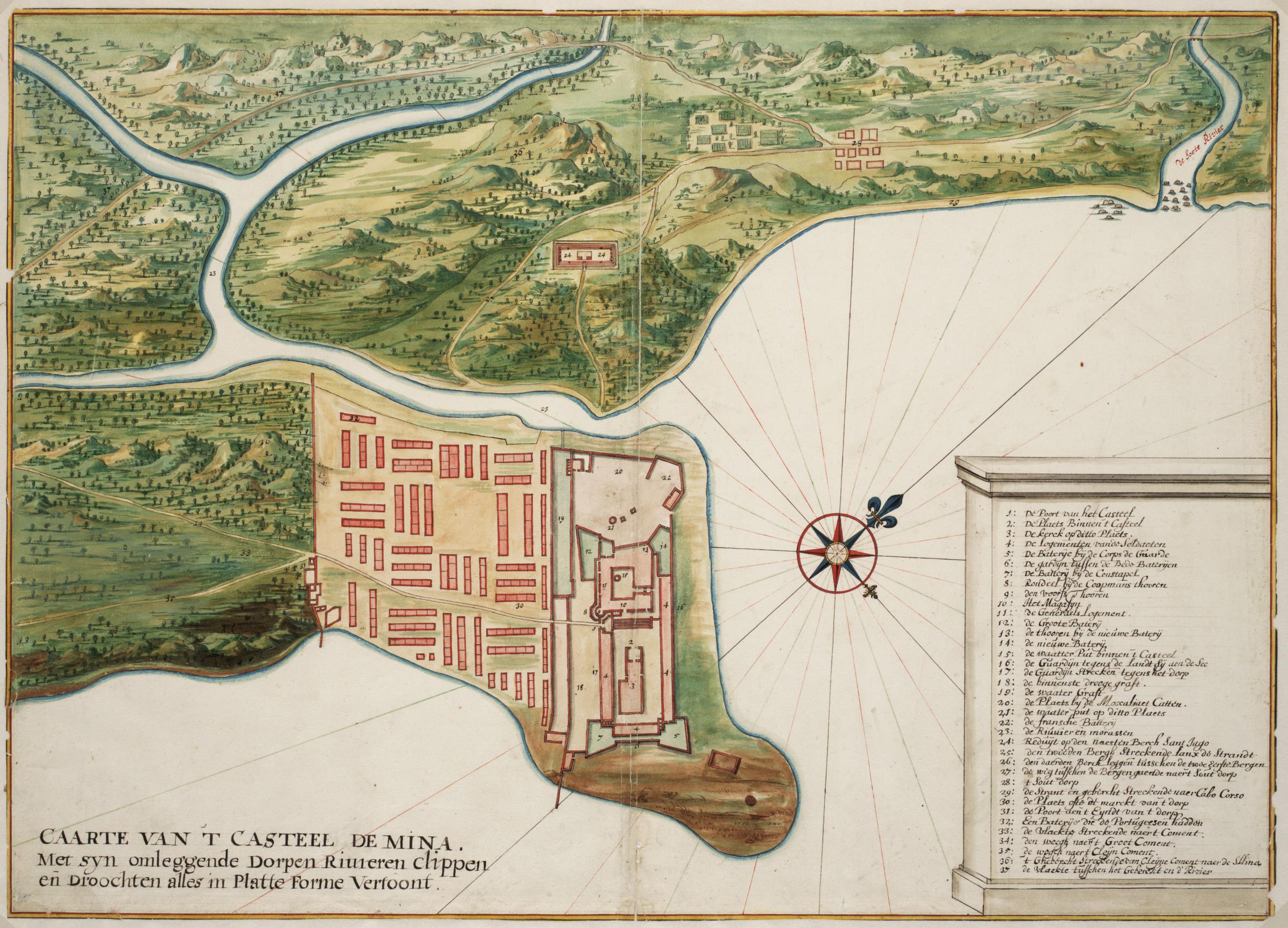
Carte d'Elmina vers 1665 par Johannes Vingboons

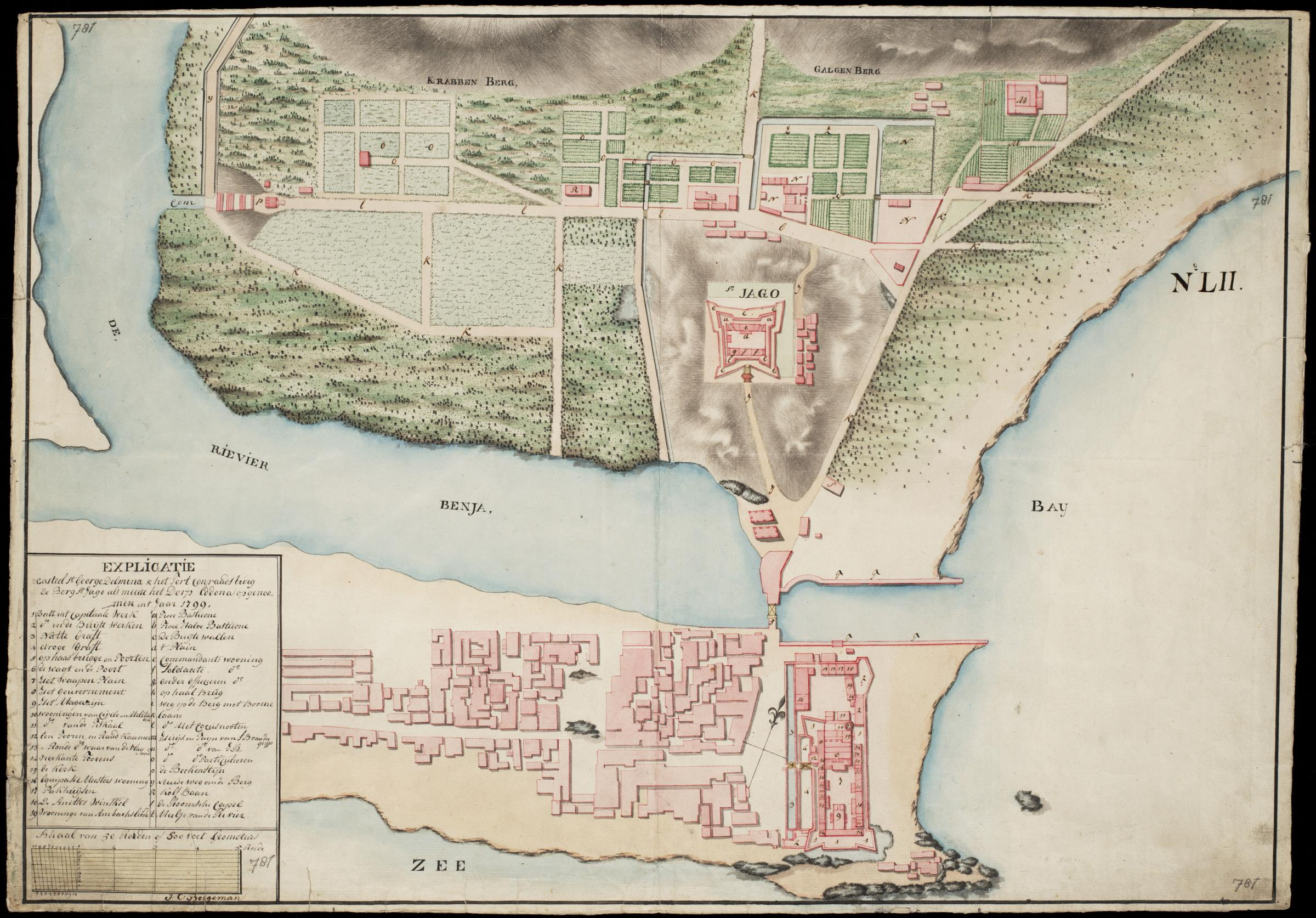
Plan d'Elmina vers 1799 par JC Bergeman

Jusqu'à la destruction d'Elmina en 1873, la ville était la plus grande colonie de la Côte-de-l'Or, éclipsant Accra et Kumasi. Au XVIIIe siècle, sa population comptait 12 000 à 16 000 habitants, et au XIXe siècle, ce chiffre est passé entre 18 000 et 20 000 . La plupart de ces habitants n'étaient pas européens, cependant ; leur nombre a culminé à 377 employés de la Compagnie néerlandaise des Indes occidentales pour l'ensemble de la Côte-de-l'Or néerlandaise au XVIIIe siècle, avant de retomber à seulement 20 officiers au XIXe siècle.
Beaucoup plus importants étaient les habitants africains d'Elmina, qui venaient de toutes les régions de la Côte-de-l'Or à Elmina pour tenter leur chance. Les esclaves formaient également une partie considérable de la population d'Elmina et étaient souvent en possession des habitants du peuple Akan eux-mêmes. Le troisième groupe à Elmina était de race mixte et le résultat de relations interraciales entre les employés de la Compagnie néerlandaise des Indes occidentales et les femmes africaines d'Elmina. Les enfants illégitimes des employés étaient appelés "Tapoeijers" par les Hollandais, car, selon eux, la couleur de leur peau ressemblait à celle des Amérindiens. Un décret de 1700 du gouverneur général d'Elmina stipulait que les employés de la Compagnie néerlandaise des Indes occidentales qui devaient retourner aux Pays-Bas devaient soit emmener leurs enfants (illégitimes) avec eux, soit payer une somme d'argent pour subvenir aux besoins leur « éducation chrétienne » . Pour ce dernier but, une école a été établie dans Elmina.
De nombreuses personnes d'ascendance mixte, également appelées euro-africains, sont devenues de riches marchands. Le plus important d'entre eux était Jan Niezer, qui a visité l'Europe à plusieurs reprises et qui a fait du commerce directement avec des entreprises européennes et américaines.
Le quatrième groupe à Elmina était également d'ascendance mixte, mais avait un statut différent en tant que «Vrijburghers» (citoyens libres). Ils avaient les mêmes droits que les Européens et étaient organisés dans une société distincte dite Asafo connue sous le nom de Akrampafo. Leur bourgmestre avait le pouvoir de conclure des traités avec les Néerlandais et tous les Vrijburghers avaient le droit de porter une épée. Les Vrijburghers bien connus incluent Carel Hendrik Bartels, Jacob Huydecoper (en) et Jacob Simon. De nombreux Vrijburghers travaillaient dans les rangs inférieurs de l'administration néerlandaise d'Elmina, et au XIXe siècle, diverses familles Vrijburgher envoyaient leurs enfants (filles incluses) en Europe pour l'éducation. Au XIXe siècle, les Vrijburghers s'installent au nord de la lagune de Benya, près du Fort Coenraadsburg. Cette partie d'Elmina, également connue sous le nom de "le jardin", a été épargnée par les bombardements britanniques en 1873.

### Anton Whilhelm Amo et Jacobus Capitein

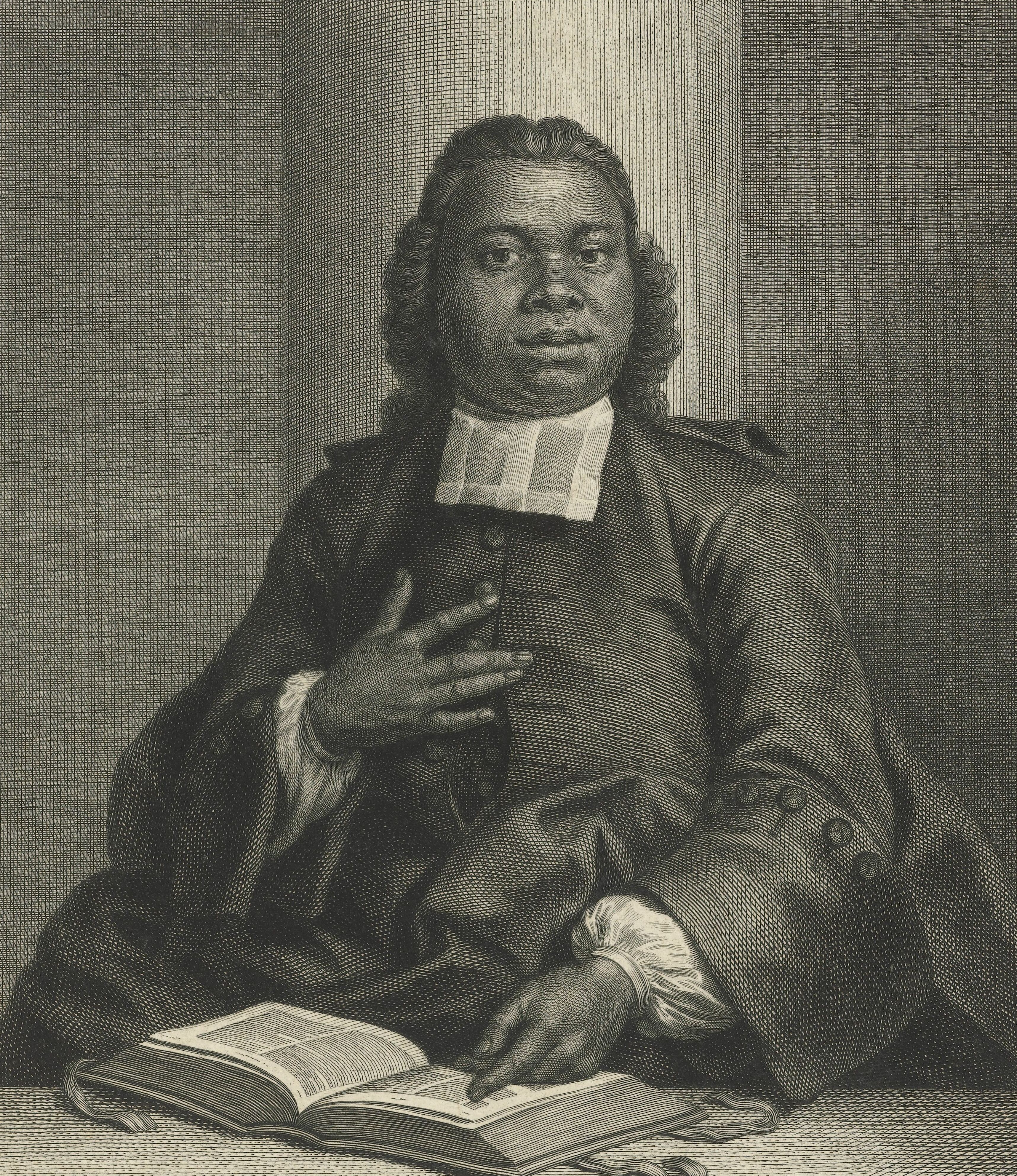
Portrait de Jacobus Capitein

La présence de puissances européennes sur la Côte-de-l'Or a ouvert la région au monde extérieur, et certains Africains de la Côte-de-l'Or ont atteint un minimum d'accomplissement dans la société européenne. Deux Africains de la Côte-de-l'Or sont particulièrement remarquables à cet égard, bien que l'un d'eux soit connu pour avoir défendu l'esclavage comme compatible avec le christianisme.
Anton Wilhelm Amo, né à Awukena, dans la région d'Axim, dans l'actuel Ghana, vers 1703 et probablement mort dans ce pays à Fort São Sebastião vers 1753, est un philosophe allemand et ghanéen, professeur aux universités de Halle, de Wittemberg et d'Iéna, en Allemagne ; il est sans doute la première personne originaire d'Afrique subsaharienne à avoir étudié dans une université européenne, et le premier Africain à avoir obtenu un doctorat dans une université européenne.
Jacobus Elisa Johannes Capitein, né vers 1717 dans la colonie de Côte de l'Or et mort en février 1747, est ancien esclave devenu pasteur soutenant la compatibilité de l'esclavage avec le christianisme.
Il est vraisemblablement le premier pasteur noir et le premier Africain à étudier dans une université européenne. Il est peut-être également le deuxième Africain à avoir obtenu un doctorat après Anton Wilhelm Amo en 1734.

## Héritage
Après l'indépendance des Indes orientales néerlandaises en tant qu'Indonésie en 1949, la plupart des Belanda Hitam ont émigré aux Pays-Bas, car ils avaient été des soldats de l' armée royale néerlandaise des Indes orientales. En dehors de cela, l'histoire coloniale néerlandaise sur la Côte-de-l'Or était plus ou moins oubliée. Cela a légèrement changé après qu'Arthur Japin a publié The Two Hearts of Kwasi Boachi en 1997. Cette attention a également révélé que la tête du roi Ahanta Badu Bonsu II, emmenée aux Pays-Bas après son exécution en 1838, était toujours en possession du Centre médical universitaire de Leiden. La tête du roi a été remise à l'ambassadeur du Ghana lors d'une cérémonie tenue le 23 juillet 2009 à La Haye.
En 2002, le 300e anniversaire des relations diplomatiques entre le Ghana et les Pays-Bas a été célébré, avec le prince héritier néerlandais Willem-Alexander et son épouse Máxima visitant le Ghana entre le 14 et le 17 avril, et avec le roi Ashanti Otumfuo Nana Osei Tutu II visitant les Pays-Bas en Juin. L'anniversaire auquel il est fait référence est l'envoi par la Compagnie néerlandaise des Indes occidentales de David van Nyendael comme envoyé auprès de l'empire Ashanti en 1701, après que les Ashanti soient devenus la puissance dominante sur la Côte-de-l'Or en battant les Denkyira à la bataille de Feyiase.
Les vestiges de la présence néerlandaise sur la Côte-de-l'Or, autres que les forts le long du littoral, sont des noms de famille néerlandais qui ont été pris par les descendants des enfants que les marchands d'esclaves néerlandais ont eus avec leurs maîtresses noires. Bossman est un nom de famille courant au Ghana, et dérive finalement du marchand d'esclaves hollandais Willem Bosman. D'autres noms de famille ghanéens dérivés de noms néerlandais incluent Bartels, Van Dyck et De Veer. Dans un épisode de Who Do You Think You Are?, l'acteur anglo-ghanéen Hugh Quarshie a retracé son ascendance jusqu'à Pieter Martinus Johannes Kamerling, un fonctionnaire néerlandais de la Côte-de-l'Or.

## Liste des implantations néerlandaises sur la Côte-de-l'Or
Sauf mention spécifique, ces implantations sont cédées en 1872 aux Britanniques.

### Implantations principales
- Moree - Fort Nassau. Emplacement du premier comptoir commercial fondé en 1598 et fortifié en 1612 à la suite du traité d'Asebu. Capitale de la Côte-de-l'Or néerlandaise de 1598 à 1637. Occupé entre 1781 et 1785 par les britanniques. Cédé aux britanniques en 1868
- Butre - Fort Batenstein. Second comptoir commercial fondé en 1598, abandonné puis réinvesti par la Compagnie suédoise d'Afrique en 1650. Il est repris en 1656 et fortifié à la suite du traité de Butre.
- Elmina - Fort Saint-Georges-de-la-Mine. Comptoir commercial fondé en 1383 puis abandonné en 1414 par des marins de Dieppe, repris en 1470 par les Portugais qui le transforment en fort en 1482. Repris en 1637 par les Néerlandais à la suite de la Bataille d'Elmina. Capitale de la Côte-de-l'Or néerlandaise de 1637 à 1872. Le fort Coenraadsburg ou Saint Jago, initialement une chapelle fortifiée est transformé en fort complet en 1665.
- Shama - Fort São Sebastião. Enlevé en 1642 aux Portugais.
- Axim - Fort Santo Antonio. Enlevé en 1642 aux Portugais avec le soutien de la chefferie locale grâce au traité d'Axim. Occupé par les Britanniques en 1664 et 1665.
- Accra, Fort Crèvecœur. Fondé en 1642 à proximité du Fort Christiansborg (danois) et du Fort Amsterdam (britannique). Occupé entre 1781 et 1786 par les Britanniques. Cédé en 1868.
- Sékondi, Fort Orange. Comptoir commercial établi en 1642 et fortifié en 1690. Détruit par les Ahantas en 1694 et reconstruit ensuite.
- Takoradi, Fort Witsen. Construit par les Suédois en 1650, capturé par les Néerlandais via le traité de Butre. Abandonné en 1684 puis réinvesti au XVIIIe siècle.
- Kormantin, Fort Amsterdam. Construit en 1631 par les Anglais, capturé par les Néerlandais en 1665. Occupé entre 1781 et 1785 par les Anglais. Cédé en 1868.
- Senya Beraku, Fort Good Hope. Construit en 1667. Occupé entre 1781 et 1785 par les Anglais. Occupé entre 1811 et 1816 par les Axim. Cédé en 1868.
- Akwidaa, Fort Dorothea. Comptoir commercial établi en 1687, capturé et fortifié par les Brandebourgeois et finalement revendu aux Néerlandais en 1721.
- Komenda, Fort Vredenburgh. Comptoir commercial néerlandais établi vers 1600, puis abandonné. Fort construit en 1682. Le fort Komenda britannique est construit en 1687 à proximité immédiate. Occupé entre 1781 et 1785 par les Britanniques.
- Apam, Fort Patience. Construit en 1697. Occupé entre 1781 et 1785 par les Britanniques. Cédé en 1868
- Princes Town, Fort Hollandia aussi nommé Fort Frederiksburg. Construit par les Brandeburgeois, abandonné, puis vendu aux Néerlandais en 1721. Occupé par John Canoe de 1708 à 1724.

### Forts échangés avec les Britanniques
En 1868, les Britanniques et Néerlandais échangent des forts afin d'obtenir une meilleure délimitation territoriale. Les Néerlandais cèdent plusieurs forts (cités ci-dessus à la date de 1868) et reçoivent les suivants en retour. Ils les rendent finalement en 1872, soit quatre ans plus tard.
- Beyin, Fort Apollonia renommé provisoirement Fort Willem III.

- Dixcove, Fort Metal Cross renommé provisoirement Fort Metalen Kruis.
- Komenda, Fort Komenda
- Sékondi, Fort Sékondi.

### Possessions temporaires
- Cape Coast, Fort de Cape Coast. De 1637 à 1652.
- Anomabu, Fort William. De 1640 à 1652.
- Egya, Fort Egya. Comptoir commercial anglais établi en 1647 et enlevé la même année par les Néerlandais jusqu'en 1664. Démoli en 1665 après reprise britannique.
- Ankobra, Fort Ruychaver et Fort Elize Carthago. Construits ensemble en 1650 sur la rivière Ankobra. Le Fort Ruychaver est pris et cédé à la population locale en 1659. Le Fort Elize Carthago devient un comptoir commercial jusqu’en 1702.
- Keta, Fort Singelenburgh. Construit en 1734, il est détruit en 1737 après attaque par la population locale. Les Danois construisent Fort Prinzenstein à proximité immédiate des ruines de l'ancien fort en 1784.
- Sékondi, Fort Sekondi. Capturé durant la quatrième guerre anglo-néerlandaise entre 1782 et 1785.